# Jason Di Salvo
Jason Di Salvo (Batavia, 9 febbraio 1984) è un pilota motociclistico statunitense, ritiratosi dall'attività agonistica.

## Carriera
Inizia a gareggiare nel 1997 all'età di 13 anni cimentandosi nelle competizioni di dirt track. I risultati sono ottimi (vince all'esordio alcuni trofei statunitensi e canadesi) ma decide di abbandonare gli ovali in terra battuta per passare alle corse su pista.
Nel 1999 partecipa alle prime gare in Europa, correndo una manche del campionato 125 britannico e la tappa ceca del campionato Europeo, sul circuito di Most. Esordisce nella classe 125 del motomondiale nello stesso anno, correndo due Gran Premi (Brasile e Argentina) in qualità di wild card a bordo di una Honda, senza ottenere punti.
Nel 2000 è di nuovo impegnato nei campionati britannico ed europeo, che terminerà rispettivamente in quinta e diciottesima posizione. Partecipa inoltre alla Race of Champions di Daytona, chiudendo al secondo posto nella classe 250.
Abbandonate ormai le 125 per le quarto di litro, Di Salvo partecipa all'intero campionato Europeo di categoria, terminando al decimo posto finale. Corre inoltre tre Gran Premi nel Motomondiale 250 (Olanda, Gran Bretagna e Repubblica Ceca), sempre come wildcard e sempre a bordo di una Honda, nella classe 250, senza ottenere punti.
A partire dal 2002 la sua carriera torna ad essere stabilmente legata agli Stati Uniti. Partecipa a tutte le categorie collezionando numerose pole position e alcune vittorie. Il suo miglior risultato è il terzo posto finale del 2008 nella massima serie il campionato AMA Superbike.
Nel 2010 ha corso nel mondiale Supersport a bordo di una Triumph Daytona 675 del team ParkinGO BE1 Triumph, anche se non corre tutte le gare in calendario in quanto viene sostituito dopo il Gran Premio di Miller da Vittorio Iannuzzo. Ha ottenuto come miglior risultato un ottavo posto a Phillip Island. Sempre nel 2010 corre come wildcard il Gran Premio d'Indianapolis a bordo di una FTR M210 in Moto2 con il team GP Tech, ottenendo la nona posizione in gara.

## Risultati in gara

### Motomondiale
| 1999 | Classe | Moto  |  |  |  |  |  |  |  |  |  |  |  |  |  |  |    |     |  |  | Punti | Pos. |
| ---- | ------ | ----- |  |  |  |  |  |  |  |  |  |  |  |  |  |  | -- | --- |  |  | ----- | ---- |
| 1999 | 125    | Honda |  |  |  |  |  |  |  |  |  |  |  |  |  |  | 25 | Rit |  |  | 0     |      |

| 2001 | Classe | Moto  |  |  |  |  |  |  |     |    |  |    |  |  |  |  |  |  |  |  | Punti | Pos. |
| ---- | ------ | ----- |  |  |  |  |  |  | --- | -- |  | -- |  |  |  |  |  |  |  |  | ----- | ---- |
| 2001 | 250    | Honda |  |  |  |  |  |  | Rit | 22 |  | 26 |  |  |  |  |  |  |  |  | 0     |      |

| 2010 | Classe | Moto |  |  |  |  |  |  |  |  |    |  |   |  |  |  |  |  |  |  | Punti | Pos. |
| ---- | ------ | ---- |  |  |  |  |  |  |  |  | -- |  | - |  |  |  |  |  |  |  | ----- | ---- |
| 2010 | Moto2  | FTR  |  |  |  |  |  |  |  |  | NE |  | 9 |  |  |  |  |  |  |  | 7     | 32º  |

| Legenda | 1º posto        | 2º posto            | 3º posto            | A punti      | Senza punti        | Grassetto – Pole position Corsivo – Giro più veloce |
| Legenda | Gara non valida | Non qual./Non part. | Ritirato/Non class. | Squalificato | '-' Dato non disp. | Grassetto – Pole position Corsivo – Giro più veloce |

### Campionato mondiale Supersport
| 2010 | Moto    |   |    |     |    |     |     |    |  |  |  |  |  |  |  | Punti | Pos. |
| ---- | ------- | - | -- | --- | -- | --- | --- | -- |  |  |  |  |  |  |  | ----- | ---- |
| 2010 | Triumph | 8 | 12 | Rit | 12 | Rit | Rit | 11 |  |  |  |  |  |  |  | 21    | 17º  |

| Legenda | 1º posto        | 2º posto            | 3º posto           | A punti      | Senza punti        | Grassetto – Pole position Corsivo – Giro più veloce |
| Legenda | Gara non valida | Non qual./Non part. | Ritirato/Non class | Squalificato | '-' Dato non disp. | Grassetto – Pole position Corsivo – Giro più veloce |